# سیارک ۲۰۸۶۳
سیارک ۲۰۸۶۳ (به انگلیسی: 20863 Jamescronk، نامگذاری:2000VW35) بیست هزار و هشتصد و شصت و سومین سیارک کشف شده‌است که در ۱ نوامبر ۲۰۰۰ کشف شد.
قدر مطلق سیارک برابر ۱۷.۸ است.